# Один жаб'ячий вечір
«Один жаб'ячий вечір» (англ. One Froggy Evening) — американський короткометражний мультфільм 1955 року з серії Merrie Melodies. Режисер — Чак Джонс. Мультфільм, частково натхненний фільмом 1944 року «Одного разу» з Кері Грантом у головній ролі, розповідає про жабу-танцівника та знаменує дебют персонажа Мічигана Джей Фрога. У «Одному жаб'ячому вечорі» використано численні популярні пісні, а також оперна арія Фігаро з опери «Севільський цирульник». Прем'єра відбулася 31 грудня 1955 року.

## Сюжет
В середині 1950-х вусатий будівельник знаходить всередині наріжного каменя коробку. Всередині виявляється документ, датований 16 квітня 1892 року та жабеня з маленьким капелюхом-циліндром і тростиною. Несподівано жабеня виконує незнайомцю музичний номер. Будівельнику приходить ідея заробити, приваблюючи глядачів незвичайним співаком.
Однак, жабеня співає тільки тоді, коли перебуває з ним наодинці, в компанії інших людей він тільки кумкає. Будівельник намагається показати його начальнику агентства талантів, а потім, взявши театр в оренду, влаштовує виставу. Всі спроби закінчуються повним провалом. Збіднілому будівельнику доводиться жити на лавці в парку, а жабеня як і раніше співає лише для нього. Його спів чує поліцейський і пред'являє будівельнику звинувачення в порушенні громадського порядку. Той намагається довести, що співало жабеня, але його заарештовують і відправляють до психіатричної клініки, разом зі своєю співочою амфібією. Пізніше, вийшовши з клініки, бездомний і вкрай зневірений будівельник кладе жабеня в коробку, і, кинувши його туди ж, де колись його знайшов, біжить геть.
Потім дія переноситься у 2056 рік, минув 101 рік з моменту виходу мультфільму. Робітник XXI століття за допомогою футуристичного лазера зносить стару будівлю, і, знайшовши жабу в коробці, також, як і свій нещасний попередник, забирає його з метою розбагатіти.

## Про мультфільм
Стівен Спілберг в інтерв'ю для документального фільму «Chuck Jones: Extremes & Inbetweens — A Life in Animation» назвав «Один жаб'ячий вечір» «Громадянином Кейном» мультиплікації. У 1994 році мультфільм зайняв п'яте місце в списку 50 найкращих мультфільмів усіх часів. У 2003 році Бібліотека Конгресу занесла «Один жаб'ячий вечір» до Національного реєстру фільмів, як «культурно значущі».

## У популярній культурі
- Мультфільм був спародіював в комедії Мела Брукса «Космічні яйця», у фільмі «Син Маски», а також в мультсеріалах «Американський татко!», «Фінес і Ферб» і «Південний парк».
- Мічиган Джей Фрог в 1994 році став офіційним символом каналу The WB Television Network до самого його закриття у 2006 році. Останнє зображення, показане на цьому каналі — профіль знаменитої жаби.
- Мічиган Джей Фрог кілька разів з'являвся в мультсеріалі «Пригоди мультяшок» і в одному епізоді «Бешкетних анімашок»; у нього було камео в фільмах «Хто підставив Кролика Роджера» (попри те, що дія фільму відбувається за 8 років до виходу мультфільму на екрани, в 1947 році), і «Веселі мелодії: Знову в справі».
- У грі World of Warcraft один з вихованців-мурлоків носить циліндр і ходить з паличкою, а також танцює, як Мічиган Джей Фрог.